# Cobra Kai/Episodenliste
Diese Episodenliste enthält alle Episoden der US-amerikanischen Martial-Arts- und Comedy-Drama-Fernsehserie Cobra Kai, sortiert nach der US-amerikanischen Erstveröffentlichung. Die Fernsehserie umfasst insgesamt sechs Staffeln mit 65 Episoden.

## Übersicht
| 1 | 10 | 10 | 2. Mai 2018       | 28. August 2020   |                   |                   |
| 2 | 10 | 10 | 24. April 2019    | 28. August 2020   |                   |                   |
| 3 | 10 | 10 | 1. Januar 2021    | 1. Januar 2021    | 1. Januar 2021    | 1. Januar 2021    |
| 4 | 10 | 10 | 31. Dezember 2021 | 31. Dezember 2021 | 31. Dezember 2021 | 31. Dezember 2021 |
| 5 | 10 | 10 | 9. September 2022 | 9. September 2022 | 9. September 2022 | 9. September 2022 |
| 6 | 15 | 5  | 18. Juli 2024     | 18. Juli 2024     | 18. Juli 2024     | 18. Juli 2024     |
| 6 | 15 | 5  | 15. November 2024 | 15. November 2024 | 15. November 2024 | 15. November 2024 |
| 6 | 15 | 5  | 13. Februar 2025  | 13. Februar 2025  | 13. Februar 2025  | 13. Februar 2025  |

## Staffel 1
| Nr. (ges.) | Nr. (St.) | Deutscher Titel      | Originaltitel        | Erstveröffentlichung USA | Deutschsprachige Erstveröffentlichung (D/A/CH) | Regie                            | Drehbuch |
| ---------- | --------- | -------------------- | -------------------- | ------------------------ | ---------------------------------------------- | -------------------------------- | --- |
| 1          | 1         | Verwahrlostes Ass    | Ace Degenerate       | 2. Mai 2018              | 28. Aug. 2020                                  | Jon Hurwitz & Hayden Schlossberg | Josh Heald, Jon Hurwitz & Hayden Schlossberg                                                                     |
| 2          | 2         | Als Erster angreifen | Strike First         | 2. Mai 2018              | 28. Aug. 2020                                  | Jon Hurwitz & Hayden Schlossberg | Josh Heald, Jon Hurwitz & Hayden Schlossberg                                                                     |
| 3          | 3         | Esqueleto            | Esqueleto            | 2. Mai 2018              | 28. Aug. 2020                                  | Jennifer Celotta                 | Josh Heald, Jon Hurwitz & Hayden Schlossberg                                                                     |
| 4          | 4         | Cobra Kai stirbt nie | Cobra Kai Never Dies | 2. Mai 2018              | 28. Aug. 2020                                  | Jennifer Celotta                 | Jason Belleville Idee: Josh Heald, Jon Hurwitz & Hayden Schlossberg                                              |
| 5          | 5         | Gegengewicht         | Counterbalance       | 2. Mai 2018              | 28. Aug. 2020                                  | Josh Heald                       | Josh Heald, Jon Hurwitz & Hayden Schlossberg                                                                     |
| 6          | 6         | Beben                | Quiver               | 2. Mai 2018              | 28. Aug. 2020                                  | Josh Heald                       | Joe Piarulli & Luan Thomas Idee: Josh Heald, Jon Hurwitz, Hayden Schlossberg, Joe Piarulli & Luan Thomas         |
| 7          | 7         | All Valley           | All Valley           | 2. Mai 2018              | 28. Aug. 2020                                  | Steve Pink                       | Stacey Harman Idee: Josh Heald, Jon Hurwitz, Hayden Schlossberg & Stacey Harman                                  |
| 8          | 8         | Die Häutung          | Molting              | 2. Mai 2018              | 28. Aug. 2020                                  | Steve Pink                       | Michael Jonathan Smith Idee: Josh Heald, Jon Hurwitz, Hayden Schlossberg, Stacey Harman & Michael Jonathan Smith |
| 9          | 9         | Anders, aber genauso | Different but Same   | 2. Mai 2018              | 28. Aug. 2020                                  | Jon Hurwitz & Hayden Schlossberg | Jason Belleville Idee: Josh Heald, Jon Hurwitz & Hayden Schlossberg                                              |
| 10         | 10        | Gnade                | Mercy                | 2. Mai 2018              | 28. Aug. 2020                                  | Jon Hurwitz & Hayden Schlossberg | Josh Heald, Jon Hurwitz & Hayden Schlossberg                                                                     |

## Staffel 2
| Nr. (ges.) | Nr. (St.) | Deutscher Titel             | Originaltitel       | Erstveröffentlichung USA | Deutschsprachige Erstveröffentlichung (D/A/CH) | Regie                            | Drehbuch |
| ---------- | --------- | --------------------------- | ------------------- | ------------------------ | ---------------------------------------------- | -------------------------------- | --- |
| 11         | 1         | Gnade, Teil II              | Mercy Part II       | 24. Apr. 2019            | 28. Aug. 2020                                  | Jon Hurwitz & Hayden Schlossberg | Josh Heald, Jon Hurwitz & Hayden Schlossberg                                                                       |
| 12         | 2         | Zurück im Spiel             | Back in Black       | 24. Apr. 2019            | 28. Aug. 2020                                  | Jon Hurwitz & Hayden Schlossberg | Josh Heald, Jon Hurwitz & Hayden Schlossberg                                                                       |
| 13         | 3         | Feuer und Eis               | Fire and Ice        | 24. Apr. 2019            | 28. Aug. 2020                                  | Michael Grossman                 | Stacey Harman Idee: Josh Heald, Jon Hurwitz, Hayden Schlossberg & Stacey Harman                                    |
| 14         | 4         | Der Augenblick der Wahrheit | The Moment of Truth | 24. Apr. 2019            | 28. Aug. 2020                                  | Michael Grossman                 | Kevin McManus & Matthew McManus Idee: Josh Heald, Jon Hurwitz, Hayden Schlossberg, Kevin McManus & Matthew McManus |
| 15         | 5         | Aufs Ganze gehen            | All In              | 24. Apr. 2019            | 28. Aug. 2020                                  | Josh Heald                       | Josh Heald, Jon Hurwitz & Hayden Schlossberg                                                                       |
| 16         | 6         | Nimm es Dir                 | Take a Right        | 24. Apr. 2019            | 28. Aug. 2020                                  | Josh Heald                       | Josh Heald, Jon Hurwitz & Hayden Schlossberg                                                                       |
| 17         | 7         | Zwischenspiel               | Lull                | 24. Apr. 2019            | 28. Aug. 2020                                  | Jennifer Celotta                 | Kevin McManus & Matthew McManus Idee: Josh Heald, Jon Hurwitz, Hayden Schlossberg, Kevin McManus & Matthew McManus |
| 18         | 8         | Die Macht der Liebe         | Glory of Love       | 24. Apr. 2019            | 28. Aug. 2020                                  | Jennifer Celotta                 | Joe Piarulli & Luan Thomas Idee: Josh Heald, Jon Hurwitz, Hayden Schlossberg, Joe Piarulli & Luan Thomas           |
| 19         | 9         | Die Krake                   | Pulpo               | 24. Apr. 2019            | 28. Aug. 2020                                  | Jon Hurwitz & Hayden Schlossberg | Michael Jonathan Smith Idee: Josh Heald, Jon Hurwitz, Hayden Schlossberg & Michael Jonathan Smith                  |
| 20         | 10        | Keine Gnade                 | No Mercy            | 24. Apr. 2019            | 28. Aug. 2020                                  | Jon Hurwitz & Hayden Schlossberg | Joe Piarulli & Luan Thomas Idee: Josh Heald, Jon Hurwitz, Hayden Schlossberg, Joe Piarulli & Luan Thomas           |

## Staffel 3
| Nr. (ges.)                                                                             | Nr. (St.) | Deutscher Titel                          | Originaltitel                     | Regie                            | Drehbuch                                                                                                 |
| -------------------------------------------------------------------------------------- | --------- | ---------------------------------------- | --------------------------------- | -------------------------------- | --- |
| 21                                                                                     | 1         | Nachspiel                                | Aftermath                         | Jon Hurwitz & Hayden Schlossberg | Josh Heald, Jon Hurwitz & Hayden Schlossberg                                                             |
| 22                                                                                     | 2         | Natur gegen Natur                        | Nature Vs. Nurture                | Jon Hurwitz & Hayden Schlossberg | Joe Piarulli & Luan Thomas Idee: Josh Heald, Jon Hurwitz, Hayden Schlossberg, Joe Piarulli & Luan Thomas |
| 23                                                                                     | 3         | Jetzt werdet ihr bezahlen                | Now You’re Gonna Pay              | Lin Oeding                       | Stacey Harman Idee: Josh Heald, Jon Hurwitz, Hayden Schlossberg & Stacey Harman                          |
| 24                                                                                     | 4         | Der rechte Weg                           | The Right Path                    | Lin Oeding                       | Michael Jonathan Smith Idee: Josh Heald, Jon Hurwitz, Hayden Schlossberg & Michael Jonathan Smith        |
| 25                                                                                     | 5         | Miyagi-Do                                | Miyagi-Do                         | Steven Tsuchida                  | Bob Dearden Idee: Josh Heald, Jon Hurwitz, Hayden Schlossberg & Bob Dearden                              |
| 26                                                                                     | 6         | Königskobra                              | King Cobra                        | Steven Tsuchida                  | Joe Piarulli & Luan Thomas Idee: Josh Heald, Jon Hurwitz, Hayden Schlossberg, Joe Piarulli & Luan Thomas |
| 27                                                                                     | 7         | Hindernisse                              | Obstáculos                        | Jennifer Celotta                 | Alyssa Forleiter Idee: Josh Heald, Jon Hurwitz, Hayden Schlossberg & Alyssa Forleiter                    |
| 28                                                                                     | 8         | Die Guten, die Bösen und die Knallharten | The Good, The Bad, and the Badass | Jennifer Celotta                 | Mattea Greene Idee: Josh Heald, Jon Hurwitz, Hayden Schlossberg & Mattea Greene                          |
| 29                                                                                     | 9         | Spür die Nacht                           | Feel The Night                    | Josh Heald                       | Michael Jonathan Smith Idee: Josh Heald, Jon Hurwitz, Hayden Schlossberg & Michael Jonathan Smith        |
| 30                                                                                     | 10        | 19. Dezember                             | December 19                       | Josh Heald                       | Bob Dearden Idee: Josh Heald, Jon Hurwitz, Hayden Schlossberg & Bob Dearden                              |
| Die komplette Staffel wurde am 1. Januar 2021 weltweit auf Netflix erstveröffentlicht. |           |                                          |                                   |                                  | |

## Staffel 4
| Nr. (ges.)                                                                                | Nr. (St.) | Deutscher Titel         | Originaltitel     | Regie                            | Drehbuch                                                                                                  |
| ----------------------------------------------------------------------------------------- | --------- | ----------------------- | ----------------- | -------------------------------- | --- |
| 31                                                                                        | 1         | Legen wir los           | Let’s Begin       | Jon Hurwitz & Hayden Schlossberg | Josh Heald, Jon Hurwitz & Hayden Schlossberg                                                              |
| 32                                                                                        | 2         | Lernen zu stehen        | First Learn Stand | Jon Hurwitz & Hayden Schlossberg | Joe Piarulli & Luan Thomas Idee: Josh Heald, Jon Hurwitz, Hayden Schlossberg & Joe Piarulli & Luan Thomas |
| 33                                                                                        | 3         | Dann lernen zu fliegen  | Then Learn Fly    | Marielle Woods                   | Michael Jonathan Smith Idee: Josh Heald, Jon Hurwitz, Hayden Schlossberg & Michael Jonathan Smith         |
| 34                                                                                        | 4         | Doppelköpfigkeit        | Bicephaly         | Marielle Woods                   | Stacey Harman Idee: Josh Heald, Jon Hurwitz, Hayden Schlossberg & Stacey Harman                           |
| 35                                                                                        | 5         | Entscheidung            | Match Point       | Joel Novoa                       | Bob Dearden Idee: Josh Heald, Jon Hurwitz, Hayden Schlossberg & Bob Dearden                               |
| 36                                                                                        | 6         | Kicks bringen Chicks    | Kicks get Chicks  | Joel Novoa                       | Mattea Greene Idee: Josh Heald, Jon Hurwitz, Hayden Schlossberg & Mattea Greene                           |
| 37                                                                                        | 7         | Minenfelder             | Minefields        | Tawnia McKiernan                 | Bill Posley Idee: Josh Heald, Jon Hurwitz, Hayden Schlossberg & Bill Posley                               |
| 38                                                                                        | 8         | Die Party kann beginnen | Party Time        | Tawnia McKiernan                 | Joe Piarulli & Luan Thomas Idee: Josh Heald, Jon Hurwitz, Hayden Schlossberg, Joe Piarulli & Luan Thomas  |
| 39                                                                                        | 9         | Der Fall                | The Fall          | Josh Heald                       | Michael Jonathan Smith Idee: Josh Heald, Jon Hurwitz, Hayden Schlossberg & Michael Jonathan Smith         |
| 40                                                                                        | 10        | Der Aufstieg            | The Rise          | Josh Heald                       | Bob Dearden Idee: Josh Heald, Jon Hurwitz, Hayden Schlossberg & Bob Dearden                               |
| Die komplette Staffel wurde am 31. Dezember 2021 weltweit auf Netflix erstveröffentlicht. |           |                         |                   |                                  | |

## Staffel 5
| Nr. (ges.)                                                                                | Nr. (St.) | Deutscher Titel       | Originaltitel            | Regie                        | Drehbuch                   |
| ----------------------------------------------------------------------------------------- | --------- | --------------------- | ------------------------ | ---------------------------- | -------------------------- |
| 41                                                                                        | 1         | Weit weg von zu Hause | Long, Long Way from Home | Joel Novoa & Steven Tsuchida | Michael Jonathan Smith     |
| 42                                                                                        | 2         | El Maulwurf           | Molé                     | Steven Tsuchida              | Joe Piarulli & Luan Thomas |
| 43                                                                                        | 3         | Spiel mit dem Feuer   | Playing with Fire        | Marielle Woods               | Mattea Greene              |
| 44                                                                                        | 4         | Abwärtsspirale        | Downward Spiral          | Steve Pink                   | Ashley Darnall             |
| 45                                                                                        | 5         | Extreme Maßnahmen     | Extreme Measures         | Jennifer Celotta             | Bob Dearden                |
| 46                                                                                        | 6         | Ouroboros             | Ouroboros                | Joel Novoa                   | Michael Jonathan Smith     |
| 47                                                                                        | 7         | Faule Eier            | Bad Eggs                 | Joel Novoa                   | Joe Piarulli & Luan Thomas |
| 48                                                                                        | 8         | Taikai                | Taikai                   | Marielle Woods               | Ashley Darnall             |
| 49                                                                                        | 9         | Überlebende           | Survivors                | Steven Tsuchida              | Michael Jonathan Smith     |
| 50                                                                                        | 10        | Der Kopf der Schlange | Head of the Snake        | Joel Novoa                   | Bob Dearden                |
| Die komplette Staffel wurde am 9. September 2022 weltweit auf Netflix erstveröffentlicht. |           |                       |                          |                              |                            |

## Staffel 6
| Nr. (ges.) | Nr. (St.) | Deutscher Titel           | Originaltitel           | Erstveröffentlichung USA | Deutschsprachige Erstveröffentlichung (D/A/CH) | Regie                            | Drehbuch                                     |
| ---------- | --------- | ------------------------- | ----------------------- | ------------------------ | ---------------------------------------------- | -------------------------------- | -------------------------------------------- |
| Teil 1     |           |                           |                         |                          |                                                |                                  |                                              |
| 51         | 1         | Friedliche Zeiten im Tal  | Peacetime in the Valley | 18. Juli 2024            | 18. Juli 2024                                  | Joel Novoa                       | Bob Dearden                                  |
| 52         | 2         | Der Preis                 | The Prize               | 18. Juli 2024            | 18. Juli 2024                                  | Joel Novoa                       | Joe Piarulli & Luan Thomas                   |
| 53         | 3         | Pyjamaparty               | Sleeper                 | 18. Juli 2024            | 18. Juli 2024                                  | Ralph Macchio                    | Mattea Greene                                |
| 54         | 4         | Underdogs                 | Underdogs               | 18. Juli 2024            | 18. Juli 2024                                  | Sherwin Shilati                  | Chris Rafferty                               |
| 55         | 5         | Die Besten der Besten     | Best of the Best        | 18. Juli 2024            | 18. Juli 2024                                  | Sherwin Shilati                  | Michael Jonathan Smith                       |
| Teil 2     |           |                           |                         |                          |                                                |                                  |                                              |
| 56         | 6         | Benvinguts a Barcelona    | Benvinguts a Barcelona  | 15. Nov. 2024            | 15. Nov. 2024                                  | Joel Novoa                       | Joe Piarulli & Luan Thomas                   |
| 57         | 7         | Auf den Hund gekommen     | Dog in the Fight        | 15. Nov. 2024            | 15. Nov. 2024                                  | Joel Novoa                       | Ashley Darnall                               |
| 58         | 8         | Ein Flug mit Hindernissen | Snakes on a Plane       | 15. Nov. 2024            | 15. Nov. 2024                                  | Jennifer Celotta                 | Ashley Darnall & Emily Abbott                |
| 59         | 9         | Bis aufs Blut             | Blood In Blood Out      | 15. Nov. 2024            | 15. Nov. 2024                                  | Sherwin Shilati                  | Chris Rafferty                               |
| 60         | 10        | Eunjangdo                 | Eunjangdo               | 15. Nov. 2024            | 15. Nov. 2024                                  | Sherwin Shilati                  | Bob Dearden & Olga Lexell                    |
| Teil 3     |           |                           |                         |                          |                                                |                                  |                                              |
| 61         | 11        | Feuerprobe                | Into the Fire           | 13. Feb. 2025            | 13. Feb. 2025                                  | Joe Piarulli                     | Joe Piarulli & Luan Thomas                   |
| 62         | 12        | Verunsichert              | Rattled                 | 13. Feb. 2025            | 13. Feb. 2025                                  | William Zabka                    | Ashley Darnall & Kyle Civale                 |
| 63         | 13        | Die Leichen im Keller     | Skeletons               | 13. Feb. 2025            | 13. Feb. 2025                                  | Joel Novoa                       | Chris Rafferty                               |
| 64         | 14        | Als Letzter angreifen     | Strike Last             | 13. Feb. 2025            | 13. Feb. 2025                                  | Josh Heald                       | Bob Dearden                                  |
| 65         | 15        | Verwahrlost war einmal    | Ex Degenerate           | 13. Feb. 2025            | 13. Feb. 2025                                  | Jon Hurwitz & Hayden Schlossberg | Josh Heald, Jon Hurwitz & Hayden Schlossberg |